# Hrušovany (Chomutovi járás)
Hrušovany település Csehországban, Chomutovi járásban. Hrušovany Žiželice, Velemyšleves, Bílence, Březno, Všehrdy és Nezabylice településekkel határos. Lakosainak száma 536 fő (2024. január 1.).

## Népesség
A település lakosságának változását az alábbi diagram mutatja:
| Lakosok száma | 655  | 648  | 628  | 412  | 212  | 443  | 554  | 544  | 480  | 536  |
|               | 1869 | 1900 | 1921 | 1961 | 1980 | 2011 | 2016 | 2019 | 2021 | 2024 |